# لانكستر (إنجلترا)
لانكستر حاضرة مقاطعة لانكشير بإنجلترا (المملكة المتحدة)، ولها أهمية بالغة في تاريخ إنجلترا. كما تعتبر إحدى دوقيتين لا زالت الحكومة البريطانية تعمل بها.

## الموقع
تقع عند مصب نهر اللون في إقليم الشمال الغربي (إنجلترا)، وتتصل ببلدة موركامب الساحلية. وموقعها قريب من متنزه وطني (منطقة البحيرات) إلى الشمال.

## السكان
يبلغ عدد سكان لانكستر 142,487 نسمة بحسب احصائية 2017 

## المواصلات
يربطها الطريق السريع 6 بكارلايل ثم اسكتلندا شمالا وبمانشستر ثم باقي أنحاء إنجلترا جنوبا.

## التاريخ
يضم اسمها السابقة كستر التي تدل على أصل رومي للاسم. وفي العصور الوسطى كانت معقلا لأسرة لانكستر التي برزت مثلا خلال حرب الوردتين. ومنصبي دوق لانكستر وإيرل لانكستر من نتاج تاريخ المدينة.

## التعليم
تحتضن جامعة لانكستر وحرم آخر يتبع جامعة كمبريا.

## المعالم
تبرز قلعة لانكستر بين مباني المدينة العتيقة.

## الرياضة
يلعب نادي لانكستر سيتي لكرة القدم في الدوري الإنجليزي الممتاز، وبها ناد عريق ينافس في التجديف. وبها نواد للغولف.

## توأمة
للانكستر (إنجلترا) اتفاقيات توأمة مع كل من:
- بيربينيا (1962 - )
- لوبلين
- فيانا دو كاستيلو
- ألمير
- آلبورغ (1977 - )
- رندسبورغ (1968 - )
- Perpignan Méditerranée Métropole [الإنجليزية]‏ منذ (1962 - )
- Aalborg Municipality [الإنجليزية]‏ منذ (1977 - )
- Växjö Municipality [الإنجليزية]‏ منذ (1996 - )

## أعلام
- غويليم جينكنز
- جورج نيفينسون
- وليام ويلي
- إيلا شيلدز
- ريتشارد أوين
- جون أمبروز فلمنج
- سكوت ماكتوميني
- جون لانجشو أوستن